# Музайраа (нохія)
Музайраа (араб. ناحية مزيرعة‎‎) — нохія у Сирії, що входить до складу району Аль-Хаффа провінції Латакія. Адміністративний центр — м. Музайраа.
| Сирія | Це незавершена стаття з географії Сирії. Ви можете допомогти проєкту, виправивши або дописавши її. |